# Нанинг
Нанинг (упрошћени кинески 南宁; изговор Nánníng ) главни је град аутономне регије Гуангси-Џуанг у јужној Кини која се сматра за домицилну аутономну регију, званично двојезичну, најбројније мањине у Кини, Џуанга. Престоница је у Нанинг из пренесена Гуејлина после револуције, током 1920-их година када је град вишеструко увећан и изграђен део који је данашњи склоп три пешачке улице у трговачком центру.

## Карактеристике
Од 2006. изграђен је читав нови град преко пута Сајмишта (на којем се одржава годишњи сусрет Кине и земаља АСЕАН-а), на потесу названом Пет слонова (Wu Xiang), по монументалном споменику четири камена и мањег петог металног слона који стоји на леђима ова четири и који је направљен у сећање на догађај из кинеске историје али и у знак пријатељства са нацијама АСЕАН-а у којима се користе слонови као домаће животиње.
Град је познат као Зелени град Кине, а његове широке авеније са бујним тропским растињем дизајнирали су аустралијски и кинески професори архитектуре и просторног планирања.

## Образовање
У Нанингу има шест универзитета са по пет до осамнаест факултета и преко десет независних факултета и колеџа, од којих је најугледнији и најстарији Универзитет Гуангси (Guangxi), на којем је као гостујући професор предавао нобеловац др Јанг Џенинг (Yang Zhenning) и потпредседник Кинеске академије техничких наука Пан Ђаџенг (Pan Jiazheng). Неколико година је ту радио и српско-канадски истраживач и писац Миодраг Којадиновић.
На Гуангсијском универзитету националних мањина може се студирати највећи број азијских језика било где у Кини. На независном Факултету кинеске медицине предавао је председник кинеске и потпредседник светске Асоцијације акупунктуриста.

## Географија

### Клима
| Клима (Нанинг)             | Клима (Нанинг) | Клима (Нанинг) | Клима (Нанинг) | Клима (Нанинг) | Клима (Нанинг) | Клима (Нанинг) | Клима (Нанинг) | Клима (Нанинг) | Клима (Нанинг) | Клима (Нанинг) | Клима (Нанинг) | Клима (Нанинг) | Клима (Нанинг)   |
| Показатељ \ Месец          | .Јан.          | .Феб.          | .Мар.          | .Апр.          | .Мај.          | .Јун.          | .Јул.          | .Авг.          | .Сеп.          | .Окт.          | .Нов.          | .Дец.          | .Год.            |
| -------------------------- | -------------- | -------------- | -------------- | -------------- | -------------- | -------------- | -------------- | -------------- | -------------- | -------------- | -------------- | -------------- | ---------------- |
| Средњи максимум, °C (°F)   | 17,2 (63)      | 17,7 (63,9)    | 21,6 (70,9)    | 26,3 (79,3)    | 30,6 (87,1)    | 32,0 (89,6)    | 33,1 (91,6)    | 32,7 (90,9)    | 31,7 (89,1)    | 28,4 (83,1)    | 23,8 (74,8)    | 19,8 (67,6)    | 26,3 (79,3)      |
| Просек, °C (°F)            | 12,7 (54,9)    | 13,8 (56,8)    | 17,6 (63,7)    | 22,1 (71,8)    | 26,0 (78,8)    | 27,6 (81,7)    | 28,4 (83,1)    | 28,0 (82,4)    | 26,8 (80,2)    | 23,4 (74,1)    | 18,6 (65,5)    | 14,6 (58,3)    | 21,6 (70,9)      |
| Средњи минимум, °C (°F)    | 9,7 (49,5)     | 11,2 (52,2)    | 14,9 (58,8)    | 19,2 (66,6)    | 22,8 (73)      | 24,6 (76,3)    | 25,3 (77,5)    | 24,9 (76,8)    | 23,5 (74,3)    | 19,9 (67,8)    | 15,1 (59,2)    | 11,0 (51,8)    | 18,5 (65,3)      |
| Количина падавина, mm (in) | 34,9 (13,74)   | 45,7 (17,99)   | 49,8 (19,61)   | 106,9 (42,09)  | 187,9 (73,98)  | 215,8 (84,96)  | 201,3 (79,25)  | 214,0 (84,25)  | 124,5 (49,02)  | 72,3 (28,46)   | 44,7 (17,6)    | 22,9 (9,02)    | 1.320,7 (519,96) |
| [ тражи се извор ]         |                |                |                |                |                |                |                |                |                |                |                |                |                  |

## Становништво
Према незваничној процени из 2009. у граду је живело 795.646 становника. Друге процене говоре о преко 2 милиона, од којих су преко 40% мигранти (без трајне дозволе боравка). Трећи извор, опет, говори о целих 6,8 милиона у ширем градском региону.